# 何见平
何见平（英文名：Jianping He，1973年—），中国浙江富阳人，德国籍华裔设计师、出版人，中国美术学院博士生导师。

## 生平
1991年至1994年就读于中国美术学院，1997年至2001年就读柏林艺术大学，获硕士和大师生学位，2011年获柏林自由大学文化史博士学位，2015年入选中国国家「千人计划」首次设立的「创新人才长期项目（文化艺术人才）」类名单。
何见平的作品在波兰华沙海报双年展、日本富山国际海报三年展、芬兰拉赫蒂海报双年展等全球性专业比赛中多次获得金奖，在墨西哥海报双年展、香港海报三年展、宁波国际海报双年展、纽约ADC、纽约TDC和东京TDC等比赛中获得过银奖、铜奖和优秀奖等。2012年东京银座ginza graphic gallery举办了何见平作品展。此外，何见平个展还曾在德国、日本、斯洛文尼亚、波兰、马来西亚、臺灣和中国南京、香港等地举办。
何见平2005年加入國際平面設計聯盟。

## 资料来源
- 中国美术学院：我院何见平教授《图文》荣获德国最高设计奖金奖 （页面存档备份，存于）
- AGI（国际平面设计联盟）官网：Jianping He, Germany (2005) （页面存档备份，存于）